# Celestino del Piélago y Fernández de Castro
Celestino del Piélago y Fernández de Castro (6 de enero de 1792-2 de julio de 1880) fue un ingeniero español.
Nacido en Comillas, fue general de ingenieros y director general de Obras Públicas, cargo en el que sustituyó a Cipriano Segundo Montesino. Fue miembro fundador de la Real Academia de Ciencias Exactas, Físicas y Naturales y miembro de la Real Academia de Bellas Artes de San Fernando, además de autor de varias obras científicas importantes.